# Anita Vincenz
Anita Vincenz (* 18. Februar 1965 in Ungarn als Anita Lenti) ist eine in der Schweiz lebende ungarische Triathletin.

## Werdegang
Anita Lenti startete bis 1993 fünf Jahre lang für Ungarn als Triathlon-Profi auf der Kurzdistanz, pausierte dann einige Jahre und startet seit 2004 wieder bei Wettkämpfen für das Schweizer Koba-Tri-Team und den ungarischen Verein Mogyi SE.
Anita Lenti gewann 2009 in der Kategorie W40-44 den Ironman Malaysia und sicherte sich damit ein Startticket für den Ironman Hawaii (Ironman World Championships).
Im Jahr 2010 gewann Lenti in der Klasse W45-49 den Ironman China und wurde im September in Budapest in derselben Klasse Aquathlon-Weltmeisterin. Anlässlich des Ironman Hawaiis erreichte Lenti einen Monat später den dritten Platz in ihrer Kategorie.
2011 wurde Lenti in Tampere, Finnland, auf der Langdistanz Triathlon-Europameisterin (W45-49). 2012 wurde Lenti in der Altersklasse W45-49 auf der Mitteldistanz, Challenge Kraichgau, und der Langdistanz, Challenge Roth, Triathlon-Europameisterin.
2013 wurde sie in London Aquathlon-Vizeweltmeisterin in ihrer Altersklasse. Anlässlich der Aquathlon-Weltmeisterschaft und der Sprint-Weltmeisterschaft 2015 belegte sie in Chicago jeweils Vierte Plätze in der Klasse W50-54. Seit 2019 bestreitet sie wieder internationale Wettkämpfe.
Im Juni 2025 konnte die 60-Jährige bei der Ironman-Europameisterschaft im Rahmen des Ironman Hamburg die Altersklasse 60–64 für sich entscheiden.
Anita Lenti ist Sportlehrerin an der Oberschule Eschen und Vaduz und lebt im Werdenberg.

## Sportliche Erfolge
| Datum/Jahr    | Rang | Wettbewerb                            | Austragungsort  | Zeit     | Bemerkung                                                                  |
| ------------- | ---- | ------------------------------------- | --------------- | -------- | -------------------------------------------------------------------------- |
| 2. Juni 2024  |      | Ironman 70.3 Switzerland              | Rapperswil-Jona | 05:10:38 | 2. Rang AG 55-60                                                           |
| 2. Juni 2019  |      | Challenge Šamorín                     | Šamorín         | 05:15:34 | The Championship, Mitteldistanz, 2. Rang AG 50-54                          |
| 17. Sep. 2015 | 4    | ITU World Triathlon Grand Final 50-54 | Chicago         | 01:15:22 | AG 50-54                                                                   |
| 9. Aug. 2015  | 2    | Thermentriathlon Fürstenfeld          | Fürstenfeld     | 02:41:24 | Olympische Distanz, Siegerin AG 50-54                                      |
| 7. Sep. 2014  | 9    | Austria-Triathlon                     | Podersdorf      | 01:10:55 | Siegerin über die Sprintdistanz in der AG 45-49                            |
| 6. Sep. 2014  | 7    | Austria-Triathlon                     | Podersdorf      | 04:47:30 | Siegerin über die Halbdistanz in der AG 45-49                              |
| 10. Aug. 2014 | 7    | Thermentriathlon Fürstenfeld          | Fürstenfeld     | 02:41:20 | Olympische Distanz, 1. Rang AG 45-49                                       |
| 13. Sep. 2013 | 67   | ITU World Championship Series 2013    | London          | 01:16:55 | 8. Rang in der AG 45-49                                                    |
| 31. Aug. 2013 | 3    | Triathlon Locarno                     | Locarno         | 01:05:28 | 1. Rang AG 45-49                                                           |
| 18. Aug. 2013 | 3    | Rhyathlon                             | Balgach         | 01:14:29 | 1. Rang AG 45-49                                                           |
| 10. Juni 2012 | 32   | Challenge Kraichgau                   | Kraichgau       | 05:05:39 | Europameisterin auf der Triathlon-Mitteldistanz (W45-49)                   |
| 26. Mai 2012  | 2    | Apfelland Triathlon Stubenberg        | Stubenberg      | 02:16:40 | Olympische Distanz, Siegerin AG 45-49                                      |
| 20. Mai 2012  | 38   | Ironman 70.3 Austria                  | St. Pölten      | 05:15:41 | 2. Rang AG 45-49                                                           |
| 18. März 2012 | 15   | Ironman 70.3 Singapore                | Singapur        | 05:06:43 | 2. Rang AG 45-49                                                           |
| 19. Feb. 2012 | 6    | Ironman 70.3 Sri Lanka                | Colombo         | 05:04:19 | Sechste bei der Erstaustragung, beste Amateursportlerin, Siegerin AG 45-49 |
| 4. Dez. 2011  | 33   | Ironman 70.3 Asia Pacific             | Phuket          | 05:16:33 | 3. Rang AG 45-49                                                           |
| 3. Sep. 2011  | 9    | Triathlon Locarno                     | Locarno         | 04:50:56 | 1. Rang AG 45-49 Medium Distance                                           |
| 18. Juni 2011 | 4    | Zytturm Triathlon                     | Zug             | 01:37:00 | Sprint-Triathlon, 2. Rang AG 45-49                                         |
| 5. Juni 2011  |      | Ironman 70.3 Switzerland              | Rapperswil      | 05:16    | 1. Rang AK 45-49                                                           |
| 12. Sep. 2010 | 54   | ITU World Championship Series 2011    | Budapest        | 02:06:23 | 5. Rang W45-49                                                             |
| 5. Sep. 2009  | 1    | Triathlon Locarno                     | Locarno         | 01:00:47 | Sprint-Triathlon in Locarno                                                |
| 23. Aug. 2009 | 6    | Int. Uster Triathlon                  | Uster           | 02:25:03 | 2. Rang AG 40-44                                                           |
| 9. Aug. 2009  | 4    | Thermentriathlon Fürstenfeld          | Fürstenfeld     | 02:24:55 | Olympische Distanz, Siegerin AG 45-49                                      |
| 7. Juni 2009  | 4    | Luschnouar Ironmännli                 | Lustenau        | 00:59:59 | Sprint-Triathlon in Vorarlberg                                             |
| 6. Sep. 2008  | 3    | Triathlon Locarno                     | Locarno         | 01:07:22 | Sprint-Triathlon in Locarno                                                |
| 10. Aug. 2008 | 7    | Thermentriathlon Fürstenfeld          | Fürstenfeld     | 02:28:03 | Olympische Distanz, 3. Rang AG 40-44                                       |
| 2. Sep. 2006  |      | ITU Triathlon World Championships     | Lausanne        | 02:42:06 | 23. Rang in der Kategorie W40–44                                           |
| 19. Aug. 2006 | 2    | Rhyathlon                             | Balgach         | 00:58:06 | Rheintal-Triathlon                                                         |
| 20. Aug. 2005 | 1    | Rhyathlon                             | Balgach         | 00:59:47 |                                                                            |
| Aug. 2001     | 1    | Rhyathlon                             | Balgach         | 00:58:28 |                                                                            |
| Aug. 2000     | 1    | Rhyathlon                             | Balgach         | 00:58:45 |                                                                            |
| 1990          | 2    | Clermont Spring Sprint Triathlon      | Jaycee Beach    | 00:47:26 | Zweite hinter Valerie Kenney                                               |

| Datum/Jahr    | Rang | Wettbewerb                                         | Austragungsort | Zeit     | Bemerkung |
| ------------- | ---- | -------------------------------------------------- | -------------- | -------- | --- |
| 1. Juni 2025  | 125  | Ironman Hamburg                                    | Hamburg        | 11:21:58 | Ironman-Europameisterschaft Langdistanz, 1. Rang AG 60-64 |
| 22. Sep. 2024 | 586  | Ironman World Championships                        | Nizza          | 13:06:59 | Ironman-Weltmeisterschaft, 26. Rang AG 55-59 |
| 16. Sep. 2023 |      | Ironman Italy                                      | Emilia-Romagna | 11:21:59 | 2. Rang AG 55-59 |
| 1. Juni 2013  | 9    | ITU Long Distance Triathlon World Championships    | Belfort        | 05:58:20 | AG 45-49 |
| 2. März 2013  | 17   | Abu Dhabi International Triathlon                  | Abu Dhabi      | 09:03:40 | 1. Rang AG 45-49 |
| 8. Juli 2012  | 37   | Challenge Roth                                     | Roth           | 10:34:58 | Europameisterin auf der Triathlon-Langdistanz in der Altersklasse W45-49 |
| 27. Aug. 2011 | 3    | Austria-Triathlon                                  | Podersdorf     | 11:23:36 | Siegerin in der Kategorie W45-49, beste Overall Schwimm- und Radzeit |
| 21. Aug. 2011 |      | ETU Long Distance Triathlon European Championships | Tampere        | 07:21:49 | Europameisterin W45-49 |
| 9. Okt. 2010  | 85   | Ironman Hawaii                                     | Hawaii         | 10:30:15 | Dritte in der Kategorie W45-49 |
| 14. März 2010 | 11   | Ironman China                                      | Haikou         | 11:43:30 | Sieg in der Kategorie W45-49 und Startticket für Hawaii |
| 10. Okt. 2009 |      | Ironman Hawaii                                     | Hawaii         | 11:02:31 | Anita Lenti erreichte bei ihrem ersten Start bei der Triathlon-WM über die Langdistanz (3,86 km Schwimmen, 180,2 km Radfahren und 42,195 km Laufen) den elften Rang in der Kategorie W40-44. |
| 28. Feb. 2009 | 13   | Ironman Malaysia                                   | Langkawi       | 10:52:34 | Anita Lenti gewann in der Kategorie W40-44 beim ersten Ironman der Saison und sicherte sich damit ein Startticket für die WM auf Hawaii.                                                     |
| 2009          | 1    | Ungarische Meisterschaft                           | Ungarn         |          | Anita Lenti gewann in Ungarn ihren neunten Meistertitel |
| 13. Juni 2008 | 42   | Ironman Switzerland                                | Zürich         | 10:55:27 | |
| 8. Juli 2007  |      | Ironman Austria                                    | Klagenfurt     | 12:08:06 | |
| 16. Juli 2006 | 71   | Ironman Austria                                    | Klagenfurt     | 11:38:15 | 5. Rang Altersklasse W40 |
| 5. Juli 2005  |      | Ironman Austria                                    | Klagenfurt     | 12:24:49 | 15. Rang in der Kategorie W40–44 |
| 28. Aug. 1993 | 3    | Extrememan                                         | Nagyatád       | 10:27:02 | erste Ironman-Distanz, letzter Wettbewerb als Profitriathletin |

| Datum/Jahr    | Rang | Wettbewerb        | Austragungsort | Zeit     | Bemerkung                  |
| ------------- | ---- | ----------------- | -------------- | -------- | -------------------------- |
| 29. Apr. 2007 | 1    | Rheintal Duathlon | Marbach        | 01:04:40 | Sieg in ihrer Altersklasse |

| Datum/Jahr    | Rang | Wettbewerb                              | Austragungsort | Zeit     | Bemerkung                                             |
| ------------- | ---- | --------------------------------------- | -------------- | -------- | ----------------------------------------------------- |
| 16. Sep. 2015 | 4    | ITU Aquathlon World Championship W50–54 | Chicago        | 00:39:27 |                                                       |
| 11. Sep. 2013 | 2    | ITU Aquathlon World Championship W45-49 | London         | 00:35:48 | Vizeweltmeisterin in der Altersklasse; 37. Gesamtrang |
| 8. Sep. 2010  | 1    | ITU Aquathlon World Championship W45-49 | Budapest       | 00:26:16 | Weltmeisterin der Klasse W45-49                       |

| Datum/Jahr    | Rang | Wettbewerb                 | Austragungsort | Zeit     | Bemerkung                                      |
| ------------- | ---- | -------------------------- | -------------- | -------- | ---------------------------------------------- |
| 10. Mai 2025  | 2    | GP Bern                    | Bern           | 01:18:49 | 2. Platz GP Bern 10 Meilen (16 km) AK 60       |
| 21. Apr. 2024 | 2    | Swiss City Marathon Zürich | Zürich         | 03:27:32 | 2. Platz Schweizermeisterschaft Marathon AK 55 |
| 31. Okt. 2021 | 3    | Swiss City Marathon Luzern | Luzern         | 03:37:21 | 3. Platz Schweizermeisterschaft Marathon AK 55 |
| 25. Dez. 2011 | 1    | Chiang Mai Marathon        | Chiang Mai     | 01:41:53 | Gesamtsiegerin des Halbmarathons               |
| 19. Sep. 2008 | 1    | Int. Greifenseelauf Uster  | Uster          | 00:39:41 | Gesamtsiegerin über 10 km                      |
| 20. Apr. 1986 | 2    | Budapest-Marathon          | Budapest       | 02:58:43 |                                                |

(DNF – Did Not Finish)